# John D. Beazley

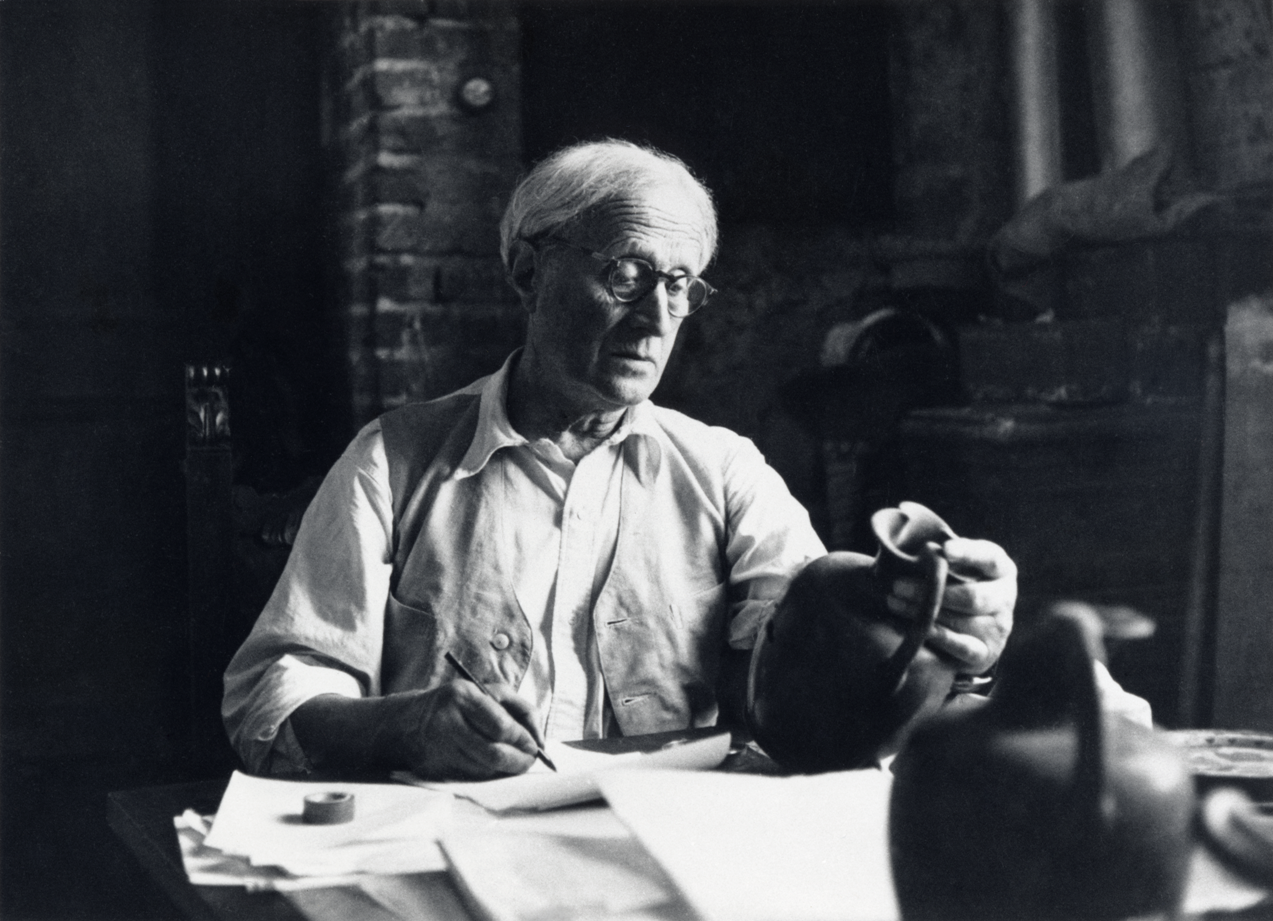
John D. Beazley, 1956

Sir John Davidson Beazley (* 13. September 1885 in Glasgow; † 6. Mai 1970 in Oxford) war ein britischer Klassischer Archäologe. Er war der bedeutendste Gelehrte auf dem Gebiet der Erforschung der griechischen Vasenmalerei. Auf ihn geht die bis heute gültige Methode der Zuschreibung an Vasenmaler zurück.

## Leben
John D. Beazley wurde als Sohn des Innenarchitekten und Glaskünstlers Murray Beazley († 1940) und seiner Frau Mary Catherine Beazley, geborene Davidson († 1918), in Glasgow geboren. Er besuchte zunächst die King-Edward-VI.-Schule in Southampton und Christ’s Hospital in Horsham und studierte am Balliol College der Universität Oxford. In Oxford begann er eine enge Beziehung zum britischen Dramatiker James Elroy Flecker (1884–1915) und pflegte mit diesem einen sehr ästhetisch geprägten Lebensstil nach dem Vorbild von Oscar Wilde. Der gemeinsame Kommilitone T. E. Lawrence behauptete, dass Beazley zu jener Zeit eher die Begabung eines Künstlers als eines Wissenschaftlers zeigte. Nachdem er sich ein Jahr an der British School at Athens aufgehalten hatte, kehrte er 1908 nach Oxford zurück. Dort war er am College Christ Church als Student und Tutor tätig. In dieser Zeit inspirierte er etwa Bernard Ashmole.
Ab 1910 begann er zur rotfigurigen attischen Vasenmalerei zu forschen, seine erste Veröffentlichung zu diesem Thema datiert auf 1911. Während des Ersten Weltkrieges war er in Room 40 für das  britische Naval Intelligence Department tätig. 1918 veröffentlichte er dann Attic Red-Figure Vases in American Museums. 1919 heiratete er die Kriegerwitwe Marie Bloomfield, die ihn zu tiefergehenden Studien zur griechischen Antike antreiben sollte und sich selbst zur Fotografin ausbildete, um sein Arbeiten unterstützen zu können.
1925 wurde er Lincoln Professor of Classical Archaeology and Art an der Universität Oxford, eine Professur, die er bis zu seiner Emeritierung 1956 innehatte. Im gleichen Jahr veröffentlichte er auf Deutsch die erste Ausgabe seines Hauptwerkes Attische Vasenmaler des rotfigurigen Stils. Es handelte sich hierbei um eine listenartige Aufstellung der Vasenmaler des griechischen rotfigürlichen Stils und der Beziehungen der einzelnen Künstler untereinander. Dieses Werke baute Beazley im Laufe seines weiteren Lebens kontinuierlich immer weiter aus. 1927 erschien sein 1. Band für das Corpus Vasorum Antiquorum. 1931 begann er zusammen mit Lacey D. Caskey, die Sammlung griechischer Vasen des Museum of Fine Arts in Boston zu veröffentlichen (Attic Vase-Paintings in Boston), diese Arbeit wurde erst 1963 abgeschlossen. Mit Ashmole verfasste er 1932 das Werk Greek Sculpture and Painting. 1942 erschien die englische Ausgabe seines Werkes von 1925 Attic Red-figure Vase-painters.  1956 veröffentlichte er sein Werk zur schwarzfigurigen griechischen Vasenmalerei, Attic Black-figure Vase-painters. Er wurde 1956 emeritiert, Nachfolger auf seinem Lehrstuhl wurde Bernard Ashmole. 1963 erschien dann die zweite englische Ausgabe seines Werkes zur rotfigurlichen Vasenmalerei in drei Bänden.

## Bedeutung Beazleys
Beazleys Untersuchungen sind grundlegend für die detaillierte, stilistische Analyse der attischen Vasenmalerei. Ausgehend von der Methode des Kunsthistorikers Giovanni Morelli, anhand des Vergleichs kleinster Details von Kunstwerken charakteristische Züge herauszuarbeiten, die typisch für einen einzelnen Künstler bzw. Maler sind, gelang es ihm, die attische Vasenmalerei in Schulen und Gruppen mit einzelnen definierbaren Malern zu untergliedern. Da diese Maler meist nicht signiert haben, wurden sie von ihm häufig mit Notnamen benannt, siehe Namenvase. Beazleys Art der Stilanalyse ist immer wieder kritisiert worden, hat sich jedoch zur Bestimmung von Vasenmalern in der Forschung allgemein durchgesetzt.
Sein wissenschaftlicher Nachlass befindet sich in Oxford und dient als Grundstock des Beazley Archives, das mit einer Datenbank in der Tradition der Beazley’schen Listenwerke versucht, einen Überblick über die antike Vasenmalerei, weiterhin mit Schwerpunkt auf der attischen Produktion, zu geben. Die Originalsammlung Beazleys ging an das Oxforder Ashmolean Museum.

## Ehrungen
- 1927 Mitglied (Fellow) der British Academy
- 1940 außwärtiges Ehrenmitglied des Archaeological Institute of America
- 1943 Mitglied der American Philosophical Society
- 1946 Ehrendoktor der Universität Lyon[2]
- 1949 Knight Bachelor („Sir“)
- 1950 korrespondierendes Mitglied der Österreichischen Akademie der Wissenschaften
- 1954 auswärtiges Mitglied der Académie des inscriptions et belles-lettres[3]
- 1954 außwärtiges Ehrenmitglied der American Academy of Arts and Sciences
- 1957 Kenyon Medal
- 1959 Order of the Companions of Honour („for services to scholarship“)
- 1960 Ehrendoktor der Universität Paris
- 1965 Antonio-Feltrinelli-Preis
- Mitglied des Deutschen Archäologischen Instituts

## Schriften (Auswahl)
- The Lewes house collection of ancient gems. Clarendon Press, Oxford 1920 (Digitalisat)
- Attische Vasenmaler des rotfigurigen Stils. Mohr, Tübingen 1925.
- Greek Vases in Poland. Clarendon Press, Oxford 1928.
- Der Berliner Maler (= Forschungen zur antiken Keramik. Reihe 1: Bilder griechischer Vasen. Bd. 2) Keller, Berlin-Wilmersdorf 1930 (Englisch: The Berlin Painter. von Zabern, Mainz 1974, ISBN 3-8053-0070-0).
- Potter and Painter in Ancient Athens. In: Proceedings of the British Academy. Bd. 30, 1940, S. 87–125 (Sonderabdruck: Cumberlege, London 1944).
- Attic Red-figure Vase-painters.  Clarendon Press, Oxford 1942 (2nd edition. 3 Bände. ebenda 1963), [= ARV²].
- Etruscan vase painting (= Oxford Monographs on Classical Archaeology.  1). Clarendon Press, Oxford 1947.
- The Development of Attic Black-figure (= Sather Classical Lectures. Bd. 24). University of California Press u. a., Berkeley CA 1951 (Revised edition. Dietrich von Bothmer und Mary B. Moore. ebenda 1986, ISBN 0-520-05593-4).
- Attic Black-figure Vase-painters. Clarendon Press, Oxford 1956 (= ABV; Digitalisat).
- Paralipomena. Additions to Attic black-figure vase-painters and to Attic red-figure vase-painters. 2nd edition. Clarendon Press, Oxford 1971.
- Greek Vases. Lectures. Hrsg. von Donna C. Kurtz. Clarendon Press, Oxford 1989, ISBN 0-19-813412-6.